# 木八剌沙
木八剌沙（Mubarak Shah，?—?），哈剌旭烈和兀鲁忽乃之子，察合台汗国的第六任可汗。
蒙古帝国大汗贵由1246年废黜了哈剌旭烈，册立也速蒙哥为可汗。1251年，蒙哥继位为大汗，支持哈剌旭烈回国夺取汗位。哈剌旭烈在途中去世，其妻兀鲁忽乃到达察合台汗国首都虎牙思，杀死也速蒙哥。之后名义上以木八剌沙为可汗，但实际上是兀鲁忽乃监国摄政。1260年，阿里不哥支持的阿鲁忽继承察合台汗国可汗，他娶兀鲁忽乃为妻，维持汗国稳定。1266年，阿鲁忽死，可敦兀鲁忽乃复立木八剌沙为可汗。因未经大汗忽必烈同意，忽必烈派八剌回国夺取汗位。八剌先是骗取兀鲁忽乃和木八剌沙的信任，逐步夺权。9月，木八剌沙在八剌的威胁下退位，八剌把他贬为管理王室狩猎的长官。